# Plancarte
Plancarte es una localidad del estado mexicano de Guanajuato. Es parte del municipio de Celaya.

## Demografía
| Gráfica de evolución demográfica |
|                                  |

| Censo | Población |
| ----- | --------- |
| 1940  | 186       |
| 1950  | —         |
| 1960  | 587       |
| 1970  | 748       |
| 1980  | 972       |
| 1990  | 1 427     |
| 2000  | 1 511     |
| 2010  | 1 980     |
| 2020  | 2 413     |